# آندریا ماگرینی
آندریا ماگرینی (انگلیسی: Andrea Magrini؛ زادهٔ ۲۶ اوت ۱۹۹۷) بازیکن فوتبال است.
از باشگاه‌هایی که در آن بازی کرده‌است می‌توان به باشگاه فوتبال کیه‌وو ورونا اشاره کرد.